# فیومفرددو بروتزیو
فیومفرددو بروتزیو (به ایتالیایی: Fiumefreddo Bruzio) یک کومونه در ایتالیا است که در استان کزنتزا واقع شده‌است.

## خصوصیات
فیومفرددو بروتزیو ۳۰ کیلومترمربع مساحت و ۳٬۱۷۴ نفر جمعیت دارد و ۲۲۰ متر بالاتر از سطح دریا واقع شده‌است.